# Financiamento climático em Timor-Leste

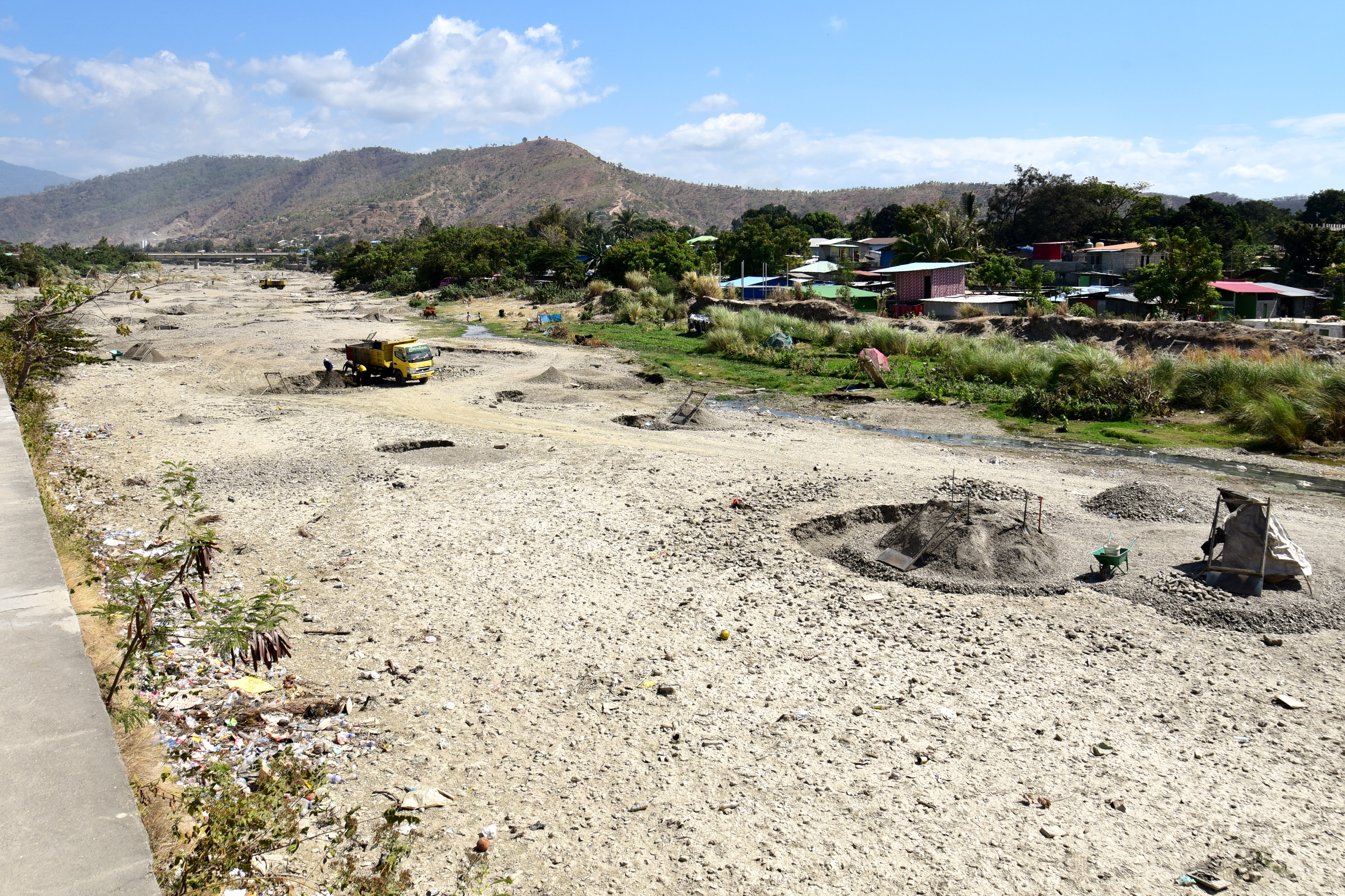
Ribeira de Comoro seca em 2023

O financiamento climático no Timor-Leste integra recursos públicos, privados e multilaterais para apoiar iniciativas de redução de emissões e de adaptação aos impactos das mudanças climáticas, cumprindo compromissos nacionais e internacionais sob a Convenção-Quadro das Nações Unidas sobre a Mudança do Clima (UNFCCC, sigla em inglês) e o Acordo de Paris.
Apesar de Timor-Leste destinar apenas 1,8% do seu orçamento geral a ações climáticas entre 2018 e 2021, o país tem mobilizado significativos recursos externos e experimentado parcerias inovadoras para enfrentar vulnerabilidades intensificadas por déficit de infraestrutura e eventos extremos. Projetos como o FP171 do Fundo Verde para o Clima (GCF, sigla em inglês) e o Road Climate Resilience Project do Banco Mundial exemplificam investimentos cruciais em sistemas de alerta precoce e estradas resilientes, enquanto programas de concessão de serviços comunitários e o primeiro Green Sukuk demonstram a crescente participação do setor privado. A criação do National Directorate for Climate Change (NDCC) e o desenvolvimento de um Integrated National Financing Framework (INFF) ilustram o fortalecimento institucional necessário para alinhar fontes públicas, privadas e multilaterais.
O país possui clima tropical úmido com monções intensas de dezembro a maio e estação seca de junho a novembro, o que acentua riscos de enchentes, secas e deslizamentos de terra. Classificado pela ONU como país subdesenvolvido (LDC, sigla em inglês) e pequeno Estado insular em desenvolvimento (SIDS, sigla em inglês), o país elaborou seu primeiro Climate Public Expenditure and Institutional Review (CPEIR) em parceria com o Programa das Nações Unidas para o Desenvolvimento (PNUD), mapeando gastos públicos e lacunas institucionais. Diante de recursos internos limitados, as estratégias nacionais concentram‑se em projetos do GCF Banco Mundial (BM) e Banco Asiático de Desenvolvimento (ADB), além de instrumentos de mercado como o Green Sukuk, visando adaptação, mitigação e fortalecimento de capacidades técnicas.

## Definição
Não existe um consenso definitivo sobre a definição de financiamento climático, mas o termo é amplamente utilizado para designar recursos financeiros mobilizados por atores públicos e privados, em níveis global e local, com o objetivo de apoiar atividades de mitigação e adaptação às mudanças climáticas. Segundo a UNFCCC, o financiamento climático deve ser caracterizado pela natureza das atividades financiadas — em vez de pelos provedores, intermediários ou instrumentos financeiros — focalizando-se em resultados de adaptação e mitigação. A COP (Conferências das Nações Unidas sobre as Mudanças Climáticas) 15 de Copenhagen, em dezembro de 2009, estabeleceu o compromisso político de mobilizar 100 bilhões de dólares anuais até 2020 para ações climáticas em países em desenvolvimento, consagrando a meta em acordos posteriores. Na COP16 de Cancun, em novembro de 2010, decidiu-se criar o GCF como fundo multilateral para prover financiamento de longo prazo a projetos de mitigação e adaptação, formalizado em 2010 e operacionalizado a partir de 2015.

## Contexto timorense

### Vulnerabilidades climáticas
O aumento médio de temperatura em Timor‑Leste foi de 0,8 °C desde 1970, com registros frequentes de dias acima de 35 °C, elevando riscos à saúde e exigindo maiores recursos em hospitais e centros de saúde. Eventos extremos, como as enchentes de abril de 2021, deixaram mais de 10 000 desalojados e danos de 12 milhões de dólares, evidenciando fragilidades nos sistemas de drenagem urbana. A elevação do nível do mar ameaça manguezais e comunidades costeiras, impactando a pesca artesanal, base de sustento de 20 % da população.

### Marcos legais e institucionais
Em 2021, Timor‑Leste submeteu seu primeiro Plano de Adaptação Nacional à UNFCCC, definindo prioridades de adaptação para cinco anos. Nesse mesmo ano, foi instituído o National Directorate for Climate Change (NDCC) como Autoridade Nacional Designada (NDA) junto ao GCF, vinculado à Secretaria de Estado do Meio Ambiente, para coordenar projetos e mobilizar financiamentos externos. Para harmonizar recursos, iniciou‑se o desenvolvimento do Integrated National Financing Framework (INFF), em alinhamento com diretrizes da ONU para diversificação de fontes.

## Financiamento climático

### Público
O CPEIR de 2022 aponta que Timor‑Leste dedicou 1,8% do Orçamento Geral às ações climáticas entre 2018–21, com 65% dos recursos dirigidos a obras de drenagem e rodovias, 25% a capacitação institucional e 10% a campanhas comunitárias. Em 2011, o Banco Mundial forneceu crédito IDA de 20 milhões de dólares para o Road Climate Resilience Project (P125032), visando modernizar a estrada Dili‑Ainaro e instalar sistemas de escoamento. Pelo GCF, foram aprovados FP171 com 20 980 722 de dólares para sistemas de alerta precoce e FP109 com 22 356 805 de dólares para proteção comunitária. Em 2023, o ADB concedeu 6 milhões de dólares de subsídios no âmbito de um pacote de 16,6 milhões de dólares para resiliência hídrica.

### Privado
Os investimentos privados em projetos climáticos em Timor-Leste têm sido ainda limitados, mas alguns exemplos são notáveis. O primeiro grande projeto de parceria público-privada (PPP) do país foi a construção do Porto da Baía de Tibar, inaugurado em novembro de 2022. Nesse projeto, o governo aportou 130 milhões de dólares pelo Viability Gap Fund e a empresa Timor-Port (subsidiária da francesa Bolloré) investiu 150 milhões de dólares, totalizando 280 milhões de dólares na fase inicial. Essa infraestrutura, além de melhorar a conectividade marítima, foi concebida como “porto verde”, contribuindo para diversificar a economia local. O Plano de Economia Azul financiado pela ONU também ressalta que será necessário um “salto qualitativo e quantitativo” de investimentos públicos e privados para aproveitar oportunidades sustentáveis no país.
Quanto às instituições financeiras privadas, não há até o momento grandes bancos nacionais dedicando linhas específicas para o clima. Porém, iniciativas de mercado voluntário de carbono têm atraído investidores privados. Por exemplo, o projeto Fogões Melhorados de Timor-Leste – coordenado pela empresa EcoSecurities – irá distribuir 200 mil fogões eficientes a lenha, reduzindo cerca de 340 mil tCO₂e por ano. Esse programa conta com apoio do governo local e “alavancará o financiamento de carbono gerado pela venda de mais de 2 milhões de créditos de carbono” nos próximos 10 anos, ilustrando o uso de instrumentos privados (mercado de carbono) para financiar ações climáticas. Além disso, o projeto prevê impactos sociais positivos, ao liberar tempo das mulheres (antes gasto em coleta de lenha) e melhorar a saúde respiratória e renda familiar. Não há ainda títulos verdes ou fundos ESG domésticos estabelecidos no país, mas há discussões preliminares nesse sentido. Uma análise da ONU aponta que Timor-Leste deve buscar maneiras inclusivas de envolver o setor privado e mecanismos de mercado em seu financiamento climático.

## Cooperação internacional e financiamento externo
Timor-Leste conta fortemente com cooperação internacional para financiar sua agenda climática. Em 2013 foi assinado um Acordo Financeiro com a União Europeia no âmbito da Global Climate Change Alliance, mobilizando €4 milhões (≈ 5,6 milhões de dólares) para projetos agrícolas de baixa emissão. Mais recentemente, em 2024, o governo lançou um grande projeto de energia solar no Instituto Nacional de Farmácia e Produtos Médicos (INFPM) em parceria com o PNUD e financiado pelo Governo do Japão. Esse projeto, parte da iniciativa “Transformação Verde no Pacífico”, conta com 5,78 milhões de dólares para instalar painéis solares no INFPM e em outras infraestruturas rurais (postos de saúde, escolas) e distribuir fogões ecológicos a mil lares sem eletricidade. Espera-se que isso garanta fornecimento estável de energia para conservação de vacinas e reduza custos operacionais e a pegada de carbono dessas instituições.
Organismos multilaterais também são fontes relevantes. O Banco Asiático de Desenvolvimento (ADB) tem financiado projetos em Timor-Leste para melhorar infraestrutura básica e resiliência. Em 2021, aprovou um empréstimo de 35 milhões de dólares para modernizar o sistema de distribuição de energia do país, visando torná-lo “mais resiliente e confiável”. O ADB já destinou cerca de 619 milhões de dólares em 76 empréstimos e doações ao país, muitos deles em recursos concessionais. Na esfera do clima, o Fundo Verde para o Clima (GCF) tem sido parceiro-chave: em julho de 2019 aprovou 22,4 milhões de dólares para um projeto de adaptação rural em Timor-Leste, complementados por 36 milhões de dólares de contrapartida nacional e 0,4 milhão de dólares do PNUD. Esse projeto GCF (“Safeguarding Rural Communities…”, FP109) visa proteger 130 infraestruturas rurais críticas (fornecimento de água, irrigação, estradas, diques) contra desastres climáticos, beneficiando cerca de 176 mil pessoas em seis municípios. Outros financiamentos internacionais incluem o Fundo de Adaptação da UNFCCC, doações bilaterais de nações desenvolvidas e programas de Cooperação Sul-Sul. Por exemplo, no COP28 o presidente timorense pediu especificamente aos países ricos que desembolsem recursos para o novo Fundo de Perdas e Danos, destacando a vulnerabilidade de Timor-Leste a furacões e secas.
Em resumo, Timor-Leste recebe recursos externos principalmente via doações e empréstimos concessional de agências multilaterais (GCF, ADB, UNDP, UE, etc.), além de parcerias bilaterais (Japão, Austrália, UE). Essas contribuições são essenciais dado o orçamento doméstico restrito: segundo o próprio governo, “o financiamento \[externo] é o principal obstáculo” às ações climáticas no país. As agências de cooperação também apoiam o país em planejamento climático – por exemplo, o DNAC busca apoio de programas de prontidão do GCF para formular a Estratégia e Plano de Ação Nacional Climática (EPANAC).

## Principais setores beneficiados

### Energia renovável
O governo mira substituir gradualmente o petróleo por fontes limpas. Estuda-se o potencial de cerca de 451 MW em renováveis (252 MW hidrelétricos, 72 MW eólicos e o restante em solar/biomassa). De fato, Timor-Leste aderiu ao Fórum de Vulnerabilidade Climática comprometeu-se a atingir 100% de geração renovável entre 2030 e 2050. No plano prático, projetos como o do INFPM (solar) reduzem custos de eletricidade e emissões. Outro exemplo é a difusão de fogões de alta eficiência – além de cortar emissões de gases de efeito estufa (aprox. 340.000 tCO₂e/ano), a medida melhora o acesso à energia em áreas rurais sem eletricidade e alivia o esforço das mulheres na coleta de lenha.

### Adaptação e resiliência climática
A infraestrutura rural tem sido foco de investimentos para resistir a eventos extremos. O projeto GCF citado adapta 216 km de estradas e 38 sistemas de água potável e 25 de irrigação, além de obras de proteção contra inundações. Esses investimentos protegem o acesso a mercados e serviços públicos em climas adversos. Além disso, programas de reflorestamento e proteção de bacias hídricas previstos no projeto fortalecem os ecossistemas locais. Os esforços também incluem sistemas de alerta precoce: o GCF aprovou outro projeto (FP171) para reforçar a previsão e resposta a tempestades, secas e enchentes nas áreas mais vulneráveis. Em 2020 iniciou-se o processo do Plano Nacional de Adaptação (PNA) com apoio do PNUD, criando diagnósticos e mapeamentos de risco climático.

### Conservação florestal, biodiversidade e REDD+
As florestas de Timor-Leste, importantes para regulação hídrica e captura de carbono, têm recebido atenção via mecanismos internacionais. No âmbito do REDD+ (incentivos por redução de emissões florestais), lançou-se em 2020 o primeiro projeto de prontidão REDD+ do país, alinhado à NDC, para estabelecer metas de uso do solo e oferecer financiamento futuro pela preservação florestal. Em março de 2023 foi aprovado pela ONU o primeiro Nível de Referência Florestal (FREL) de Timor-Leste, permitindo medir os ganhos de carbono evitados.

### Agricultura e segurança alimentar
Cerca de dois terços da população dependem da agricultura de subsistência, que já sofre com clima instável (secas, tempestades). O presidente Ramos-Horta alertou que as alterações climáticas vêm reduzindo os rendimentos agrícolas e agravando a insegurança alimentar em Timor-Leste. Para responder, projetos financiados investem em irrigação e práticas agrícolas resilientes. No projeto GCF de infraestrutura rural, 25 sistemas de irrigação foram fortalecidos contra variações climáticas.

### Mobilidade sustentável e infraestrutura verde
Na área de transportes e obras públicas, destaca-se a construção de infraestrutura moderna e resiliente. Como visto, o Porto de Tibar foi erguido via PPP como terminal de padrão internacional; embora não seja um projeto climático clássico, ele aumenta a eficiência do comércio (agrícola e pesqueiro) e permitirá exportar produtos locais de modo mais limpo, contribuindo indiretamente para a sustentabilidade. Paralelamente, estradas e pontes rurais inseridas no projeto GCF recebem reforços para não serem danificadas por inundações e ciclones.

## Impactos, desafios e perspectivas
As iniciativas financiadas já começam a mostrar benefícios tangíveis. No setor energético, a instalação de energia solar no INFPM, financiada pelo Japão, deverá assegurar um fornecimento elétrico constante para conservação de vacinas, reduzindo custos operacionais e a pegada de carbono da instituição. Já o programa de fogões melhorados promete diminuir significativamente as emissões provenientes de lenha, além de cortar a poluição do ar interno, com reflexos positivos na saúde e economia doméstica. No campo da adaptação, o projeto do GCF está beneficiando diretamente cerca de 176 mil pessoas (15% da população) em comunidades rurais, por meio da construção e proteção de infraestrutura essencial – desde sistemas de água potável até estradas e diques contra enchentes. Contudo, desafios permanecem para implementar plenamente esses projetos. O próprio governo reconhece a limitação de quadros técnicos e recursos locais para operacionalizar os programas climáticos, além de dificuldades burocráticas no acesso a doações internacionais.
Relatórios de organizações não governamentais apontam que a falta de transparência no Green Sukuk impede o acompanhamento de desembolsos por projeto, dado que apenas dois de cinco relatórios trimestrais foram publicados publicamente, contrariando diretrizes de boas práticas de títulos sustentáveis. As críticas em torno do financiamento climático em Timor-Leste concentram-se sobretudo em questões de governança e eficiência. Observadores independentes apontam a necessidade de maior transparência na alocação dos recursos e de mecanismos de prestação de contas claros. Como grande parte dos fundos é externa, há receio de que interesses doadores possam influenciar as prioridades locais.
Para o futuro, Timor-Leste busca expandir e diversificar suas fontes de financiamento climático. O país está finalizando sua Estratégia e Plano de Ação Nacional de Alterações Climáticas (EPANAC), elaborado pelo DNAC com suporte internacional. Esse plano deverá detalhar projetos prioritários para 2025–2030, incluindo potencial emissão de títulos verdes e estabelecimento de um Fundo Nacional de Clima.
Especialistas locais enfatizam que Timor-Leste precisa acelerar a transição para uma economia pós-petróleo, ampliando o uso de energias renováveis (solar, hídrica, eólica) e impulsionando a economia azul (pesca sustentável, turismo verde) para reduzir dependência de combustíveis fósseis. Relatórios recentes indicam que setores como energia marinha renovável, portos verdes e transporte marítimo sustentável têm grande potencial transformacional para o país. Os estudos da ONU sugerem explorar fontes inovadoras de recursos, como fundos estaduais de clima e mercados de carbono voluntários, e mobilizar a diáspora timorense (investidores no exterior) para financiar empresas locais de energia limpa. Ainda que as incertezas econômicas e a pandemia tenham adiado alguns projetos, a vontade política parece crescer: o presidente Ramos-Horta tem pedido, inclusive na COP28, que países ricos assumam “financiamento, tecnologia e apoio de capacitação” continuados para o países mais vulneráveis.